# Norsk Luthersk Misjonssamband
Norsk Luthersk Misjonssamband (NLM), är Norges största missionsorganisation, med ca. 50 000 medlemmar. Den grundades 1891 som Det norske lutherske Kinamissionsforbund men bytte senare namn till Kinamisjonsforbundet. Det nuvarande namnet antogs sedan man, efter andra världskriget, tvingats lämna Kina.
NLM står på evangelisk-luthersk grund och var länge en del av Den norske kirke, men efter att länge varit missnöjd med, vad man betraktade som, kyrkans anpassning till världsandan bröt man i november 2007 slutligen med den Norska kyrkan, sedan denna beslutat viga praktiserande homosexuella till präster. 2015 beslutade man att upprätta NLM trossamfunn för de medlemmar som valt att lämna Norska kyrkan. Under året antogs stadgar och utsågs nationell ledning för det nya trossamfundet.